# Élevage de l'athérure

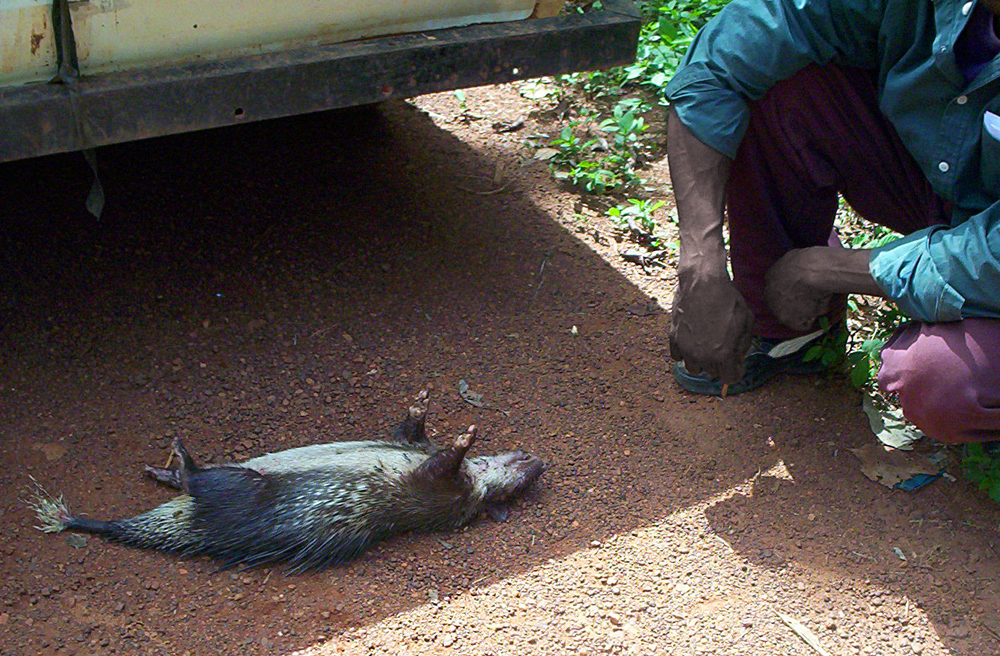
L'Athérure africain (Atherurus africanus) est l'un des gibiers les plus prisés d'Afrique de l'Ouest et centrale (ici un spécimen en vente dans la Région de l'Est, au Cameroun).

L'élevage de l'athérure désigne l'élevage des athérures. L'espèce élevée est l'Athérure africain (Atherurus africanus). Il a pour objet principal la production de viande à destination de l'alimentation humaine. Ce mini-élevage se pratique surtout en Afrique de l'Ouest et en Afrique centrale.